# تانيا كانيوتو
تانيا كونيوتو (بالإيطالية: Tania Cagnotto)‏ (ولدت في يوم 15 مايو 1985 في مدينة بولزانو في إيطاليا) هي لاعبة غطس إيطالية وأول غطاسة إيطالية تفوز بميدالية في بطولة العالم، وقد شاركت في أربع دورات الأولمبية الصيفية في سيدني وأثينا وبكين ولندن.

## روابط خارجية
- تانيا كانيوتو على موقع الاتحاد الدولي للسباحة (الإنجليزية)
- تانيا كانيوتو على موقع قاعدة بيانات الغوص IAT (الألمانية)
- تانيا كانيوتو على موقع اللجنة الأولمبية الدولية (الإنجليزية)
- تانيا كانيوتو على موقع أوليمبيديا (الإنجليزية)
- تانيا كانيوتو على موقع اللجنة الأولمبية الإيطالية (الإيطالية)